# Avanti West Coast
Avanti West Coast è una società di trasporto ferroviario inglese di proprietà di FirstGroup (70%) e Trenitalia (30%), l'8 dicembre 2019 ha iniziato a gestire il franchising ferroviario West Coast Partnership. Ha sostituito Virgin Trains che era in gestione dal 1997.

## Storia
Nel novembre 2016, il Dipartimento dei trasporti (DfT) ha annunciato che il franchising di InterCity West Coast (ICWC) sarebbe stato sostituito dal West Coast Partnership  (WCP), che includeva anche i servizi operativi High Speed 2 (HS2) dal 2026.
l DfT richiedeva che gli offerenti avessero esperienza in treni e infrastrutture ad alta velocità, quindi tutti i partecipanti collaborono con un operatore ad alta velocità esistente. Nel giugno 2017, il DfT ha annunciato che tre consorzi erano stati selezionati per l'offerta per il franchising:
- FirstGroup (70%) / Trenitalia (30%)
- MTR Corporation (75%) / Guangshen Railway Co. (25%)
- Stagecoach Group (50%) / SNCF (30%) / Virgin Group (20%)

Nel Dicembre 2018 Renfe Operadora ha aderito all'offerta guidata MTR.
Nell'agosto 2019 il DfT ha assegnato il franchising al primo consorzio FirstGroup (70%) / Trenitalia (30%),
La nuova società viene chiamata Avanti West Coast per iniziare le operazioni l'8 dicembre 2019.
Nell'Aprile 2019, l'offerta guidata da Stagecoach è stata squalificata dopo aver proposto modifiche significative alle condizioni commerciali.

## Servizi

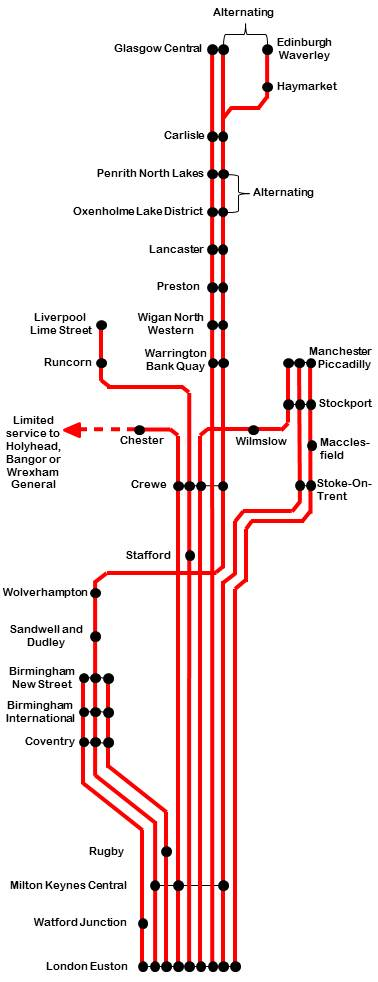
Una mappa vettoriale che mostra il modello di servizio nei periodi di punta

Avanti West Coast gestisce gli stessi servizi della Virgin Trains sulla West Coast Main Line. Quando si aprirà la prima fase di High Speed 2, opererà anche questi servizi.
Nel corso del franchising si prevedono diversi cambiamenti di orario.